# New York Central Railroad
New York Central Railroad o semplicemente New York Central (abbreviato NYC) era una compagnia ferroviaria degli Stati Uniti, operativa tra il 1831 e il 1968.

## Storia
L'estesa rete (10.691 miglia nel 1950) collegava i principali centri degli stati di New York, Massachusetts e Pennsylvania con quelli del Midwest (Ohio, Michigan, Indiana, Illinois), spingendosi a Nord fino nelle provincie canadesi dell'Ontario e Québec. La linea principale era conosciuta come water level route perché, a partire dalle città della costa atlantica Boston e New York, seguiva il corso del fiume Hudson fino a Buffalo, da cui costeggiando la sponda meridionale del lago Ontario e le sponde del lago Erie arrivava a Chicago e Saint Louis.